# Zoológico (metro de Caracas)
Zoológico es la estación terminal, de la ramificación este, de la línea 2 del Metro de Caracas, ubicada en Caricuao. La misma está elevada sobre la superficie, a través de un viaducto que parte de una bifurcación, ubicada al sur de la estación Mamera.
Tiene un aspecto ecológico, en su andén oeste, en cuyas adyacencias se encuentra el Parque Zoológico de Caricuao. Además, tiene un aspecto urbano, el cual está relacionado con las edificaciones residenciales que se encuentran en la zona.
Del mismo modo, esta estación tendrá una conexión futura con la estación La Rinconada de la Línea 3.